# Llista d'alcaldes de Màlaga

Aquesta és la llista d'alcaldes de Màlaga, que són els encarregats de presidir l'Ajuntament de Màlaga, que va ser fundat en 1501. Francisco de la Torre Prados és l'actual alcalde, i ocupa el càrrec des del 2000.

## Llista d'alcaldes
| Alcalde                                         | Període                                       | Notes                                                                       |  |
| Garci Fernández Manrique                        | 1501                                          | Primer corregidor de la ciutat                                              |  |
| Llicenciat Osorio                               | c. 1592                                       |                                                                             |  |
| José Hernández Varela                           | 1842                                          |                                                                             |  |
| Pedro Gómez Sancho                              | 1843                                          |                                                                             |  |
| José Freüller Alcalá-Galiano                    | 1846-1847                                     | Marquès de la Paniega                                                       |  |
| José María Corona y Serrano                     | 1852-??                                       |                                                                             |  |
| Antonio Segalerva y Sierra                      | 1854                                          |                                                                             |  |
| Luis Corró de Bresca                            | 1855-1856                                     |                                                                             |  |
| Miguel Moreno Masson                            | 1855-1856                                     |                                                                             |  |
| José Estrada Segalerva                          |                                               |                                                                             |  |
| José Luis Fernández de Segura                   |                                               |                                                                             |  |
| Francisco de Paula Pareja Obregón               | gener - novembre 1868                         |                                                                             |  |
| Demetrio Ruiz de la Herrán                      | 1870                                          |                                                                             |  |
| Lorenzo Cendra Buscá                            | septiembre 1870                               |                                                                             |  |
| Pedro Gómez Gómez                               | 1868 - 1871                                   | Primer mandat                                                               |  |
| Fernando Ruiz del Portal y Carrillo de Albornoz | 1871                                          |                                                                             |  |
| Demetrio Ruiz de la Herranz                     | 1871-1872                                     |                                                                             |  |
| Pedro Gómez Gómez                               | 1873                                          | Segon mandato                                                               |  |
| Moreno y Picó                                   | 1873                                          | Republicà, assassinat durant la Revolució Cantonalista                      |  |
| Eduardo Carvajal                                | 1873                                          | Dirigent del Cantó de Màlaga                                                |  |
| Francisco de Paula Sola Guerrero                | 1874-1876                                     |                                                                             |  |
| José Alarcón Luján                              | 1876-1881                                     | [ 4 ]                                                                       |  |
| Carlos Dávila Bertololi                         | 1881-1883                                     | Primera vegada                                                              |  |
| Ildefonso González Solano                       |                                               |                                                                             |  |
| Miguel Sánchez Pastor-Drago                     | 1886                                          |                                                                             |  |
| Juan de la Bárcena y Mancheño                   | 1884-1886                                     |                                                                             |  |
| Liborio García Bartolomé                        | 1886-1889                                     |                                                                             |  |
| Miguel Sánchez Pastor-Drago                     | 1890-1891                                     | Segonda vegada                                                              |  |
| Sebastián Souvirón Torres                       | 1891-1893                                     |                                                                             |  |
| Enrique Herrera Moll                            | 1893                                          |                                                                             |  |
| Francisco Prieto Mera                           | 1894-1895                                     | Suspès en Febrer de 1895. El substituí el tinent d'alcalde Fernando Camino. |  |
| Salvador Solier Pacheco                         | 1895-1897                                     | Alcalde des de Juliol de 1895.                                              |  |
| Fernando Camino                                 | alcalde interí cinc vegades entre 1891 i 1895 |                                                                             |  |
| Francisco Cárcer Telles                         | 1895                                          |                                                                             |  |
| Miguel Denis Corrales                           | 1895-¿?                                       |                                                                             |  |
| Francisco de Paula de Sola y Guerrero           |                                               |                                                                             |  |
| Carlos Dávila Bertololi                         | 1898                                          | Segona vegada                                                               |  |
| Juan J. Cabello Baena                           | 1899                                          |                                                                             |  |
| Guillermo Rein Arssu                            | agost 1899- març 1900                         | Primer mandat                                                               |  |
| José Heredia Livermore                          | març 1900- abril 1901                         | Alcalde interí                                                              |  |
| Eduardo R. España García                        | 1902-1903                                     | Primer mandat                                                               |  |
| Guillermo Rein Arssu                            | gener 1903- agost 1903                        | Segon mandat                                                                |  |
| Augusto Martín Carrión                          | 1904-1911                                     | diverses vegades                                                            |  |
| Ramón Martín Gil                                | 1905                                          |                                                                             |  |
| Juan de la Bárcena y Mancheño                   | 1905                                          |                                                                             |  |
| Juan Antonio Delgado López                      | 1906-1907                                     |                                                                             |  |
| José García Berdoy                              | 1908                                          |                                                                             |  |
| Eduardo R. España García                        | 1909                                          | Segon mandat                                                                |  |
| Ricardo Albert Pomata                           | 1909-1912                                     |                                                                             |  |
| Joaquin Madolell Perea                          | 1912-1913                                     |                                                                             |  |
| Silvestre Fernández de la Somera                | 1912-1913                                     |                                                                             |  |
| Luis Encina Candebat                            | 1913-1916                                     |                                                                             |  |
| Juan Gómez Sánchez                              | 1916                                          |                                                                             |  |
| Salvador González Anaya                         | 1916-1918                                     |                                                                             |  |
| Francisco López López                           | 1917                                          |                                                                             |  |
| Enrique Mapelli Raggio                          | 1917                                          |                                                                             |  |
| Mauricio Barranco Córdoba                       | 1918                                          |                                                                             |  |
| Manuel Cárcer Trigueros                         | 1918                                          |                                                                             |  |
| Salvador González Anaya                         | 1918                                          |                                                                             |  |
| Manuel Romero Raggio                            | 1918-1920                                     |                                                                             |  |
| Francisco García Almendro                       | 1920-1922                                     |                                                                             |  |
| José León y Donaire                             | 1922                                          |                                                                             |  |
| Millán Escámez                                  | 1922                                          |                                                                             |  |
| Narciso Briales Franquelo                       | 1922 - 1923                                   |                                                                             |  |
| León Donaire                                    | ??-1923                                       |                                                                             |  |
| José Gálvez Ginachero                           | 1923-1926                                     |                                                                             |  |
| Enrique Cano Ortega                             | 1926-1928                                     |                                                                             |  |
| Rafael de las Peñas Rodríguez                   | 1928                                          |                                                                             |  |
| Fernando Guerrero Strachan                      | 1928-1930                                     |                                                                             |  |
| Narciso Briales Franquelo                       | 1930 - 1931                                   |                                                                             |  |
| Emilio Baeza Medina                             | 1931                                          | Grup d'Acció Republicana                                                    |  |
| Federico Alva Varela                            | 1931-1933                                     |                                                                             |  |
| Narciso Pérez Texeira                           | 1933-1935                                     | Unió Republicana                                                            |  |
| Benito Ortega Muñoz                             | 1934-1936                                     |                                                                             |  |
| José García Berdoy                              | 1935-1936                                     | Unió Republicana                                                            |  |
| Eugenio Entrambasaguas Caracuel                 | 1936-1937                                     | Unió Republicana                                                            |  |
| Enrique Gómez Rodríguez                         | 1937-1939                                     |                                                                             |  |
| Pedro Luis Alonso                               | 1939-1943                                     | Acción Católica                                                             |  |
| Manuel Pérez Bryan                              | 1943-1947                                     |                                                                             |  |
| José Luis Estrada Segalerva                     | 1947-1952                                     | Falange Española                                                            |  |
| Pedro Luis Alonso                               | 1952-1958                                     | Acción Católica                                                             |  |
| Francisco García Grana                          | 1958-1964                                     |                                                                             |  |
| Rafael Betés Ladrón de Guevara                  | 1964-1966                                     |                                                                             |  |
| Antonio Gutiérrez Mata                          | 1966-1970                                     | Movimiento Nacional                                                         |  |
| Cayetano Utrera Ravassa                         | 1970-1977                                     | Movimiento Nacional / UCD                                                   |  |
| Luis Merino Bayona                              | 1977-1979                                     | UCD                                                                         |  |
| Pedro Aparicio Sánchez                          | 1979 - 1995                                   | PSOE                                                                        |  |
| Celia Villalobos Talero                         | 1995-2000                                     | PP                                                                          |  |
| Francisco de la Torre Prados                    | 2000 - actualitat                             | PP                                                                          |  |